# Meillers
Meillers [mejjér] je francouzská obec v departementu Allier v regionu Auvergne. V roce 2011 zde žilo 151 obyvatel.

## Sousední obce
Autry-Issards, Bourbon-l'Archambault, Gipcy, Noyant-d'Allier, Souvigny

## Vývoj počtu obyvatel
Počet obyvatel 